# Список українських антологій XIX–XX століть
Список українських антологій XIX–XX століть — перелік найважливіших україномовних літературних антологій виданих до 2000 року включно українською, які містять переважно авторські поетичні, прозові або драматичні твори, а не переклади. Список антологій складений за роком видання, але формат таблиці дозволяє сортування також за іншими ознаками. До списку не включені збірки народних творів, антології популярної літератури, шкільні хрестоматії, альманахи.

## Список
| Назва | Упорядник                                                                                        | Авторів                                   | Сторінок                     | Рік видання                                  | Видавництво                                                              | ISBN               |
| --- | ------------------------------------------------------------------------------------------------ | ----------------------------------------- | ---------------------------- | -------------------------------------------- | ------------------------------------------------------------------------ | ------------------ |
| Ластівка (Ластôвка): сочинения на малороссийском языке | Гребінка Є.                                                                                      |                                           | 382                          | 1841                                         | Санкт-Петербург: Издательство книгопродавца Василия Полякова             |                    |
| Антологія руська (антологія української поезії) |                                                                                                  | 42                                        | 316                          | 1881                                         | Львів: Дружній лихвар                                                    |                    |
| Вік (1798—1898) (Антологія української літератури в трьох томах)                                                                                              | Доманицький В., Єфремов С.                                                                       |                                           |                              | 1901 (т. 1 — поезія), 1902 (т. 2, 3 — проза) | Київ: видавництво Вік                                                    |                    |
| Акорди. Антологія української лірики від смерті Шевченка | Франко І.                                                                                        |                                           | 316                          | 1903                                         | Львів: Українсько-руська видавнича спілка                                |                    |
| Досвітні огні | Грінченко Б.Д.                                                                                   |                                           | 479                          | 1906                                         | Київ: Друкарня Чоколова                                                  |                    |
| Українська муза. Поетична антологія од початку до наших днів (12 випусків)                                                                                    | Коваленко О.                                                                                     | 125                                       | 1282                         | 1908                                         | Київ                                                                     |                    |
| Рідне слово: збірка новель і оповідань українських авторів |                                                                                                  |                                           | 288                          | 1920                                         | Вецляр: Струя                                                            |                    |
| Струни. Антологія української поезії. Частина I–II. | Лепкий Б.                                                                                        | 44                                        |                              | 1922                                         | Берлін                                                                   |                    |
| За 25 літ | Рильський М.Т., Лебідь А.Д.                                                                      |                                           |                              | 1926                                         | Час                                                                      |                    |
| Розвага : кн. укр. поезії | Лебединський М.                                                                                  |                                           | 379                          | 1927                                         | Київ: Сяйво                                                              |                    |
| Антологія західноукраїнської літератури 20 століття |                                                                                                  |                                           |                              | 1930                                         | Харків                                                                   |                    |
| Галицька та буковинська поезія ХХ віку | Якубський Б.                                                                                     | 15                                        | 185                          | 1930                                         | Харків — Київ: Книгоспілка                                               |                    |
| Антологія української поезії в 3 томах | Атаманюк В., Плужник Є., Якубовський Ф.                                                          |                                           | 336, 286, 382                | 1930, 1931                                   | Київ: Книгоспілка                                                        |                    |
| Антологія сучасної української літератури. Поети 20-х років.                                                                                                  | Пеленський Є.-Ю.                                                                                 |                                           | 128                          | 1936                                         | Львів                                                                    |                    |
| Живі струни: антологія української поезії | А. Б.                                                                                            |                                           | 142                          | 1940                                         |                                                                          |                    |
| Соняшні кларнети: антологія української символістичної поезії 1920-их рр.                                                                                     | Пеленський Є.-Ю.                                                                                 |                                           | 62                           | 1941                                         | Краків: Українське видавництво                                           |                    |
| Антольогія українського письменства в Канаді | Мандрика М. І.                                                                                   |                                           | 156                          | 1941                                         | Вінніпег: The Canadian-Ukrainian educational association                 |                    |
| Українська радянська новела |                                                                                                  |                                           |                              | 1948                                         | Київ                                                                     |                    |
| Українська радянська поезія. Антологія | Адельгейм Є.                                                                                     |                                           | 610                          | 1948                                         | Київ: Державне видавництво художньої літератури                          |                    |
| Українська радянська п'єса в 5 томах |                                                                                                  |                                           |                              | 1949 - 1955                                  | Київ                                                                     |                    |
| Українська радянська поезія: антологія | Бажан М.                                                                                         |                                           |                              | 1951                                         | Київ: Державне видавництво художньої літератури                          |                    |
| Обірвані струни : антологія поезії поляглих, розстріляних, замучених і засланих 1920–1945                                                                     | Кравців Б.                                                                                       |                                           |                              | 1955                                         | Нью-Йорк : Наукове Товариство ім. Т. Г. Шевченка в Америці               |                    |
| Збірка українських новель |                                                                                                  |                                           | 351                          | 1955                                         | Нью-Йорк : Наукове Товариство ім. Т. Г. Шевченка в Америці               |                    |
| Пісні та романси українських поетів. В двох томах | Нудьга Г.А.                                                                                      |                                           | 345 (т. 1), 386 (т. 2)       | 1956                                         | Київ: Радянський письменник                                              |                    |
| Антологія української поезії | Державин В.                                                                                      | 107                                       | 564                          | 1957                                         | Лондон: Видавництво Спілки Молоді у Великій Брітанії                     |                    |
| Антологія української поезії: в чотирьох томах | Рильський М., Нагнибіда М.                                                                       |                                           | 428, 425, 442, 510           | 1957, 1957, 1957, 1958                       | Київ: Державне вид-во художньої літератури                               |                    |
| Поети Канади: вірші українських робітничо-фермерських поетів                                                                                                  | Кравчук П.                                                                                       |                                           | 212                          | 1958                                         | Київ: Радянський письменник                                              |                    |
| Розстріляне відродження: Антологія 1917–1933: Поезія-проза-драма-есей                                                                                         | Лавріненко Ю.                                                                                    |                                           | 980                          | 1959                                         | Париж: Instytut Literacki                                                |                    |
| Давній український гумор і сатира | Махновець Л. Є.                                                                                  |                                           | 482                          | 1959                                         | Київ: Державне видавництво художньої літератури                          |                    |
| Бурлеск і травестія в українській поезії першої половини XIX ст                                                                                               | Нудьга Г.А.                                                                                      | 13                                        | 598                          | 1959                                         | Київ: Державне видавництво художньої літератури                          |                    |
| Антологія українського оповідання в 4 томах | Шумило М.                                                                                        |                                           | 575, 581, 683, 745           | 1960                                         | Київ: Держлітвидав                                                       |                    |
| Ластівка з Пряшівщини: з народної та літературної творчості українців Чехословаччини                                                                          | Мольнар М.                                                                                       |                                           | 245                          | 1960                                         | Київ: Радянський письменник                                              |                    |
| Вінок великому Кобзареві | Воронько П. М.                                                                                   |                                           | 485                          | 1961                                         | Київ: Радянський письменник                                              |                    |
| Українські письменники про літературу та мову | Іванисенко В., Коцюбинська М.                                                                    |                                           | 464                          | 1961                                         | Київ: Радянська школа                                                    |                    |
| Восьмеро / Бача, Гайний, Галайда, Гостиняк, Гула, Збіглей, Макара, Шелепець                                                                                   |                                                                                                  | 8                                         | 333                          | 1963                                         | Пряшів: Словацьке педагогічне видавництво, відділ української літератури |                    |
| Українська балада: антологія | Нудьга Г. А.                                                                                     |                                           | 558                          | 1964                                         | Київ: Радянський письменник                                              |                    |
| Гомін: літературна антологія | Кузик К.                                                                                         | 43                                        | 304                          | 1964                                         | Варшава : Українське суспільно-культурне товариство                      |                    |
| Поети Закарпаття: антологія закарпатоукраїнської поезії (XVI ст −1945 р.)                                                                                     | Микитась В., Рудловчак О.                                                                        |                                           | 645                          | 1965                                         | Словацьке педагогічне вид-во. Відділ української літератури в Пряшеві    |                    |
| Українська дожовтнева байка: антологія | Деркач Б. А.                                                                                     |                                           | 342                          | 1966                                         | Київ: Радянський письменник                                              |                    |
| Українська радянська байка: антологія | Косяченко В. Т.                                                                                  |                                           | 262                          | 1966                                         | Київ: Радянський письменник                                              |                    |
| Шістдесят поетів шістдесятих років: антологія нової української поезії                                                                                        | Кравців Б.                                                                                       | 60                                        | 299                          | 1967                                         | Нью-Йорк: Пролог                                                         |                    |
| Веселка: антологія української літератури для дітей: в трьох томах                                                                                            |                                                                                                  |                                           |                              | 1967, 1969                                   | Київ: Веселка                                                            |                    |
| Слово і зброя: антологія української поезії присвяченої УПА і революційно-визвольній боротьбі: 1942–1967                                                      | Полтава Л.                                                                                       | 70                                        | 415                          | 1968                                         | Торонто: Гомін України                                                   |                    |
| Тридцять українських поетес: Антологія | Міщенко Л. І.                                                                                    | 30                                        | 294                          | 1968                                         | Київ: Радянський письменник                                              |                    |
| Великодні дзвони: антологія новішої української Великодньої поезії                                                                                            | Кінах Г. Г. І.                                                                                   |                                           | 239                          | 1968                                         | Рим: Василіян                                                            |                    |
| Різдвяна містерія: антологія новішої української різдвяної поезії                                                                                             | Кінах Г. Г. І.                                                                                   |                                           | 234                          | 1968                                         | Рим: Василіян                                                            |                    |
| Координати: антологія сучасної української поезії на Заході, в 2 т.                                                                                           | Рубчак Б., Бойчук Б.                                                                             | 21 (т. 1), 38 (т. 2)                      |                              | 1969                                         | Мюнхен: Сучасність                                                       |                    |
| Літературна Бойківщина: антологія | Луців В.                                                                                         |                                           | 388                          | 1969                                         | Філядельфія: Накладом комітету Бойківщини                                |                    |
| Контрасти: Збірка молодечої творчості (Поезія, проза, музика і графіка)                                                                                       | Залеська Онишкевич Л.                                                                            | 25                                        | 150                          | 1970                                         | Нью.Йорк - Принстон - Торонто: Бібілотека пластового журналу "Юнак"      |                    |
| Антологія української класичної поезії | Ласло М.                                                                                         |                                           | 318                          | 1970                                         | Бухарест: Критеріон                                                      |                    |
| "Достойно єсть...": антологія української марійської поезії                                                                                                   | Кінах Г. Г. І.                                                                                   |                                           | 208                          | 1971                                         | Рим: Василіян                                                            |                    |
| Українська радянська байка : Антологія | Косяченко В.Т.                                                                                   |                                           | 237                          | 1972                                         | Київ: Радянський письменник                                              |                    |
| Антологія з української літератури в Канаді | Славутич Я.                                                                                      |                                           |                              | 1973                                         | Едмонтон                                                                 |                    |
| З книги життя: антологія українського класичного оповідання                                                                                                   | Ласло-Куцюк М.                                                                                   |                                           |                              | 1973                                         | Бухарест: Критеріон                                                      |                    |
| Червона калина: Етноботанічна студія | Гордієнко Г. М.                                                                                  |                                           | 94                           | 1973                                         | Торонто: Хортиця                                                         |                    |
| Панорама найновішої літератури в УРСР: поезія - проза - критика                                                                                               | Кошелівець І.                                                                                    | 31                                        | 701                          | 1974                                         | Мюнхен: Сучасність                                                       |                    |
| Антологія української поезії в Канаді: 1898–1973 | Славутич Я.                                                                                      |                                           | 159                          | 1975                                         | Едмонтон: Об'єднання українських письменниківу Канаді «Слово»            |                    |
| Український сонет. Антологія | Добрянський А.М.                                                                                 |                                           | 232                          | 1976                                         | Київ: Радянський письменник                                              |                    |
| Антологія української лірики | Зілинський О.                                                                                    |                                           | 440                          | 1978                                         | Оуквіль: Видавництво Канадського інституту українських студій            |                    |
| Дніпрові райдуги: антологія молодої поезії України | Олійник Б. І.                                                                                    |                                           | 588                          | 1978                                         | Київ: Молодь                                                             |                    |
| Українська поезія. Кінець XVI — початок XVII ст. | Колосова В. П., Крекотень В. І.                                                                  |                                           | 432                          | 1978                                         | Київ: Наукова думка                                                      |                    |
| Українські діти - наше майбутнє: Збірник виховних матеріалів та антологія: Діти та молодь в українській літературі                                            | Чумак Я.                                                                                         |                                           | 299                          | 1979                                         | Торонто: Добра книжка                                                    |                    |
| Антологія української радянської одноактної п'єси в 3 томах                                                                                                   | Варламов А.                                                                                      |                                           | 231, 207, 227                | 1980, 1981, 1981                             | Київ: Мистецтво                                                          |                    |
| Космічний акорд: Вірші українських радянських поетів | Лучук В. І.                                                                                      |                                           | 175                          | 1981                                         | Київ: Молодь                                                             |                    |
| Вічно молодий. 1500-літній Київ у радянській поезії | Осадчук П.І.                                                                                     |                                           |                              | 1982                                         | Київ: Радянський письменник                                              |                    |
| Аполлонова лютня: Київські поети XVII–XVII століття | Шевчук В.                                                                                        |                                           | 288                          | 1982                                         | Київ: Радянський письменник                                              |                    |
| Українська література XVIII ст. | Мишанич О.                                                                                       |                                           | 600                          | 1983                                         | Київ: Наукова думка                                                      |                    |
| Київ. Антологія: статті і поезії про українську столицю | Полтава Л.                                                                                       |                                           | 128                          | 1984                                         | Нью-Йорк: Видання Асоціації діячів української культури                  |                    |
| Першовірш: Вірші, спогади, есе (антологія першого вірша) | Бурбан В. Я.                                                                                     |                                           |                              | 1984                                         | Київ: Молодь                                                             |                    |
| Кобзарева зоря: Поезії радянських поетів про Т. Г. Шевченка                                                                                                   | Осадчук П.                                                                                       |                                           |                              | 1984                                         | Київ: Радянський письменник                                              |                    |
| У вінок Каменяреві [вірші українських поетів, присвячені І.Франкові]                                                                                          | Лучук В. І.                                                                                      | 48                                        | 144                          | 1984                                         | Львів: Видавництво при Львівському державному університеті               |                    |
| Пісні Купідона. Любовна поезія на Україні XVI — початку XIX століття                                                                                          | Шевчук В.                                                                                        |                                           |                              | 1984                                         | Київ: Радянський письменник                                              |                    |
| Антологія української поезії: в шести томах | Бажан М., Воронько П., Дзеверін І., Драч І., Нагнибіда М., Новиченко Л., Олійник Б., Павличко Д. |                                           | 454, 327, 303, 422, 509, 445 | 1984, 1984, 1984, 1985, 1985, 1986           | Київ: Дніпро                                                             |                    |
| Чари кохання: Любовна лірика українських поетів XIX — початку XX ст.                                                                                          | Яременко В. В.                                                                                   | 51                                        | 304                          | 1985                                         | Київ: Молодь                                                             |                    |
| Оріон золотий: Любовна лірика українських радянських поетів                                                                                                   | Лучук В. І.                                                                                      | 200                                       | 432                          | 1986                                         | Київ: Молодь                                                             |                    |
| Земна нев'януча краса. (Українська пейзажна лірика) : збірник                                                                                                 | Масенко Л.Т., Німенко А.В.                                                                       |                                           | 402                          | 1986                                         | Київ: Дніпро                                                             |                    |
| Українська література XVII ст. | Крекотень В.                                                                                     |                                           | 608                          | 1987                                         | Київ: Наукова думка                                                      |                    |
| Українські поети-романтики: поетичні твори | Гончарук М. Л.                                                                                   |                                           | 592                          | 1987                                         | Київ: Наукова думка                                                      |                    |
| Українська поезія XVII століття : антологія | Драч І.Ф.                                                                                        |                                           |                              | 1988                                         | Київ: Радянський письменник                                              |                    |
| Українська література XIV–XVI ст. | Колосова В., Литвинов В., Микитась В. та ін.                                                     |                                           | 600                          | 1988                                         | Київ: Наукова думка                                                      |                    |
| Вітер з лиману: вірші | Бойченко В. П., Мірошниченко Є. Г., Январьов Е. І.                                               |                                           | 236                          | 1988                                         | Одеса: Маяк                                                              |                    |
| Українська поезія XVII століття : (перша половина): антологія                                                                                                 | Яременко В.В.                                                                                    |                                           | 352                          | 1988                                         | Київ: Радянський письменник                                              |                    |
| Марсове поле. Героїчна поезія на Україні в ХІ — початку XIX ст. (в 2 кн.)                                                                                     | Шевчук В.                                                                                        |                                           |                              | 1988—1989                                    | Київ: Радянський письменник                                              |                    |
| Молода муза: антологія західноукраїнської поезії початку XX століття                                                                                          | Лучук В. І.                                                                                      | 14                                        | 320                          | 1989                                         | Київ: Молодь                                                             |                    |
| Тепло рідної землі: поезія, проза | Ухін С.В.                                                                                        |                                           | 271                          | 1989                                         | Донецьк: Донбас                                                          |                    |
| Вітрила-89. Молода поезія України |                                                                                                  |                                           | 216                          | 1989                                         | Київ: Молодь                                                             |                    |
| Українська новелістика кінця - початку ст. | Нахлік Є.К.                                                                                      |                                           |                              | 1989                                         | Київ: Наукова думка                                                      |                    |
| Вісімдесятники: Антологія нової української поезії | Римарук І.                                                                                       | 40                                        | 205                          | 1990                                         | Едмонтон: Вид-во Канадського Інституту Українських Студій                |                    |
| «Українська хата»: Поезії 1909–1914 | Шевчук В. О.                                                                                     | 43                                        | 264                          | 1990                                         | Київ: Молодь                                                             |                    |
| Найдорожчий скарб: Слово про рідну мову: Поезії, вислови | Лучук В. І.                                                                                      | 146                                       | 392                          | 1990                                         | Київ: Радянський письменник                                              |                    |
| Карпатська замана: збірник творів українських письменників Чехословаччини                                                                                     | Ковач Ф., Мишанич О., Роман М.                                                                   |                                           | 384                          | 1990                                         | Київ: Радянський письменник                                              |                    |
| Дерево пам'яті. Книга історичного оповідання | Шевчук В.                                                                                        |                                           |                              | 1990, 1992, 1995 (кн., І, ІІ, IV)            | Київ                                                                     |                    |
| Чари ночі: антологія інтимної лірики |                                                                                                  |                                           | 23                           | 1991                                         | Збараж: ПеГаС                                                            |                    |
| Дзвінок з минулого: Вірші, оповідання, казки, байки, загадки, приповідки                                                                                      | Лучук В. І.                                                                                      |                                           | 333                          | 1991                                         | Київ: Веселка                                                            |                    |
| Розсипані перли: Поети «Молодої Музи»: Антологія | Ільницький М. М.                                                                                 |                                           | 710                          | 1991                                         | Київ: Дніпро                                                             |                    |
| Пропала грамота : поезії / Юрко Позаяк, Віктор Недоступ, Семен Либонь.                                                                                        |                                                                                                  | 3                                         | 99                           | 1991                                         | Київ: Радянський письменник                                              |                    |
| Українська поезія світу: Золотий гомін | Мойсієнко А. К.                                                                                  |                                           |                              | 1991, 1997                                   | Київ                                                                     |                    |
| Сто поезій ста поетів | Федунець М. Ф.                                                                                   |                                           | 112                          | 1992                                         | Хмельницький : Поділля                                                   |                    |
| Моя карпатська Україно! : поетична антологія | Ребрик І. М.                                                                                     |                                           | 210                          | 1992                                         | Ужгород: Бокор                                                           |                    |
| Очима серця: Ув'язнена лірика |                                                                                                  |                                           | 384                          | 1992                                         | Харків: Основа                                                           |                    |
| Гуманітарна допомога/ Humanitare Hilfe (двомовна українсько-німецька антологія)                                                                               |                                                                                                  |                                           | 63                           | 1992                                         | Київ: Слово                                                              |                    |
| Атом серця: Збірник української поезії першої половини ХХ століття                                                                                            | Ковалів Ю.І.                                                                                     |                                           | 350                          | 1992                                         | Київ: Веселка                                                            |                    |
| Стрілецька Голгофа: Спроба антології | Салига Т.                                                                                        | 53                                        | 399                          | 1992                                         | Львів                                                                    |                    |
| Українська поезія. Середина XVII ст. | Крекотень В. І., Сулима М. М.                                                                    |                                           | 680                          | 1992                                         | Київ: Наукова думка                                                      |                    |
| Голоси України: антологія української поезії: в 2 ч. |                                                                                                  |                                           | 78                           | 1993                                         | Чернівці: Прут                                                           |                    |
| Поза традиції | Бойчук Б.                                                                                        | 39                                        | 473                          | 1993                                         | Київ-Торонто-Едмонтон-Оттава: Канадський інститут українознавчих студій  |                    |
| Прамісто/ Urstadt (двомовна українсько-німецька антологія) |                                                                                                  |                                           |                              | 1993                                         | Київ                                                                     |                    |
| На хресті голодомору : Поетична антологія | Каплан Ю. Г.                                                                                     |                                           | 107                          | 1993                                         | Київ: Фірма РИФ                                                          |                    |
| Молоде вино: антологія поезії | Розумний М., Руденко С.                                                                          | 20                                        | 232                          | 1994                                         | Київ: Смолоскип                                                          |                    |
| Тен-клуб | Даниленко В. Г.                                                                                  | 5                                         |                              | 1994                                         | Житомир                                                                  |                    |
| Святість любові: міні-антологія інтимної лірики українських поетів Словаччини                                                                                 | Бобак М.                                                                                         |                                           | 60                           | 1994                                         | Пряшів: СРУСР                                                            |                    |
| Західний вітер: Поезії |                                                                                                  | 3                                         | 122                          | 1994                                         | Тернопіль: Лілея                                                         |                    |
| За вольную волю : Поет. антологія | Пащук І.Г.                                                                                       |                                           | 125                          | 1995                                         | Рівне:                                                                   |                    |
| Веселки ріднокраю : Антологія дитячої літератури Придніпров’я за останні 110 років                                                                            | Прокопенко І.М., Чемерис В.Л.                                                                    |                                           | 191                          | 1995                                         | Дніпропетровськ : ВПОП «Дніпро»                                          |                    |
| Пригоди Івана Сміхована, або Найповніша антологія Придніпровського гумору від козацьких часів до наших днів : Гуморески, усмішки, дотепи та байки             | Чемерис В.Л.                                                                                     |                                           | 198                          | 1995                                         | Дніпропетровськ : ВПОП «Дніпро»                                          |                    |
| Тисячоліття: Поетичний переклад України-Русі | Москаленко М. Н.                                                                                 |                                           | 696                          | 1995                                         | Київ: Дніпро                                                             |                    |
| Антологія літератури Сумщини | Столбін О.                                                                                       |                                           | 234                          | 1995                                         | Суми: Слобожанщина                                                       |                    |
| Десять українських прозаїків: Антологія сучасної прози. Десять українських поетів: Антологія сучасної поезії                                                  | Медвідь В.                                                                                       | 10 (прозаїків), 10 (поетів)               | 162+94                       | 1995                                         | Київ: Роккард                                                            |                    |
| Тексти: антологія прози | Кокотюха А. А.                                                                                   | 28                                        | 299                          | 1995                                         | Київ: Смолоскип                                                          |                    |
| Поезія - духовність щонайвища: 100 віршів українських поетів                                                                                                  | Крот В. І.                                                                                       |                                           | 117                          | 1996                                         | Дніпропетровськ: Поліграфіст                                             |                    |
| Українська духовна поезія XVII–XX ст.: антологія | Рязанов Є.                                                                                       |                                           | 160                          | 1996                                         | Київ                                                                     |                    |
| Святі чуття, закладені в молитву...: Антологія укр. молитви: У 2 кн.                                                                                          | Антофійчук В. І.                                                                                 |                                           | 152, 187                     | 1996                                         | Чернівці: Рута                                                           |                    |
| Яворове листя: Твори письменників Івано-Франківщини |                                                                                                  |                                           |                              | 1996                                         | Коломия: Вік                                                             |                    |
| Український футуризм: Вибрані сторінки | Сулима М. М.                                                                                     | 32                                        | 256                          | 1996                                         | Ніредьгаза                                                               |                    |
| Синівська молитва : Вірші та пісні про Матір : Антологія | Дмитренко М.К.                                                                                   |                                           | 181                          | 1997                                         | Київ: Ред. часопису «Народознавство»                                     |                    |
| «Квіти в темній кімнаті»: сучасна українська новела: Найкращі зразки української новелістики за останні 15 років                                              | Даниленко В. Г.                                                                                  | 33                                        | 432                          | 1997                                         | Київ: Генеза                                                             |                    |
| Вечеря на дванадцять персон: Житомирська прозова школа | Даниленко В.                                                                                     | 12                                        | 544                          | 1997                                         | Київ: Генеза                                                             |                    |
| Опудало: Українська прозова сатира, гумор, іронія 80-90-х років двадцятого століття                                                                           | Даниленко В.                                                                                     | 13                                        | 384                          | 1997                                         | Київ: Генеза                                                             |                    |
| Іменник. Антологія дев'яностих | Кокотюха А., Розумний М.                                                                         | 9 (поети), 4 (прозаїки)                   | 264                          | 1997                                         | Київ: Смолоскип                                                          |                    |
| Севастопольські проліски (Збірник віршів українців Севастополя)                                                                                               | Гук М.                                                                                           |                                           | 136                          | 1997                                         | Севастополь                                                              |                    |
| Близнята ще зустрінуться: Антологія драматургії української діяспори                                                                                          | Залеська Онишкевич Л.                                                                            |                                           | 627                          | 1997                                         | Київ; Львів: Час                                                         |                    |
| Ми тут не гості…: Антологія русинської та української поезії Югославії                                                                                        | Рамача М.                                                                                        |                                           | 343                          | 1997                                         | Ужгород: Карпати                                                         |                    |
| Ukraina irredenta 13 + 2 | Квіт С. М.                                                                                       | 15                                        | 72                           | 1997                                         | Київ: Асоціація «Нова література»                                        |                    |
| Антологія модерної української драми | Онишкевич Л.                                                                                     |                                           | 533                          | 1998                                         | Київ-Торонто-Едмонтон-Оттава: Канадський інститут українознавчих студій  | ISBN 1-895571-11-1 |
| Щирого серця слова. З політехнічного Парнасу | Лукінюк М. В.                                                                                    |                                           | 346                          | 1998                                         | Київ: Гнозіс                                                             | ISBN 996-95339-7-Х |
| Початки: Антологія молодої поезії | Бондар А.                                                                                        |                                           | 326                          | 1998                                         | Київ: Смолоскип                                                          |                    |
| Мала українська енциклопедія актуальної літератури | Андрухович Ю.                                                                                    | 51                                        | 287                          | 1998                                         | Івано-Франківськ: Лілея-НВ                                               |                    |
| У чеканні театру: Антологія молодої драматургії | Мірошниченко Н.                                                                                  | 11                                        |                              | 1998                                         | Київ: Смолоскип                                                          |                    |
| Дев'ятдесятники: Авторська антологія нової української поезії                                                                                                 | Махно В. І.                                                                                      |                                           | 224                          | 1998                                         | Тернопіль: Лілея                                                         |                    |
| Антологія поезій, присвячених Йосипу Сліпому | Рудницький Л.                                                                                    |                                           | 176                          | 1999                                         | Івано-Франківськ: Плай                                                   |                    |
| При світлі вічного вогню : Хмельницька поет. антологія | Касакович В., Олійник В.                                                                         |                                           | 67                           | 1999                                         | Хмельницький: НВП «Евріка» ТОВ                                           |                    |
| Над рікою часу: Західноукраїнська поезія 20-30-х років: Антологія                                                                                             | Ільницький М. М.                                                                                 |                                           | 639                          | 1999                                         | Харків: Фоліо                                                            |                    |
| Антологія поезії Придніпров'я | Савченко В.                                                                                      |                                           | 416                          | 1999                                         | Дніропетровськ: Січ                                                      | ISBN 966-511-047-0 |
| Слово благовісту: Антологія української релігійної поезії | Салига Т.                                                                                        |                                           | 784                          | 1999                                         | Львів: Світ                                                              |                    |
| Цех поетів: Антологія віршів |                                                                                                  |                                           |                              | 1999                                         | Івано-Франківськ                                                         |                    |
| Письменники Одещини на межі тисячоліть : Антологія-довідник                                                                                                   | Сушинський Б.І.                                                                                  |                                           | 426                          | 1999                                         | Одеса : Альфа-Омега : ОКФА                                               |                    |
| Пастухи квітів : антологія інтимної лірики | Дзюба С., Дзюба Т. , Соломаха О.                                                                 |                                           | 174                          | 1999                                         | Чернігів : Деснянська правда                                             |                    |
| Позадесятники: Поетична антологія | Гордон О.                                                                                        |                                           | 116                          | 1999                                         | Львів: Престиж-Інформ                                                    |                    |
| Мчать крізь серце поїзди: Поезії, проза | П. Москаленко, Т. Мукмінова. Передмова А. Слободяна.                                             | 16                                        | 80                           | 1999                                         | Київ: «Транспорт України», ДП «Магістраль»                               | ISBN 966-7098-16-8 |
| Два міста: Антологія харківської поезії | Жадан С., Бауер Ю.                                                                               | 10 харківських та 10 нюрнберзьких авторів | 111                          | 2000                                         | Харків: Майдан                                                           |                    |
| Заспів : Поетична антологія літературної студії Ніжинського державного педагогічного університету ім. М.Гоголя: До 195-річчя з дня заснування Ніжин. вищ. шк. | Забарний О.В., Гадзінський О.                                                                    |                                           | 268                          | 2000                                         | Ніжин:                                                                   |                    |
| На княжих росах – побратимів карб : Антологія присвят Тарасові Мельничуку                                                                                     | Попадюк М.М.                                                                                     |                                           | 97                           | 2000                                         | Коломия : Вид.-полігр. т-во «Вік»                                        |                    |
| Евшан : Антологія поезії | Могилюк В.О.                                                                                     |                                           | 161                          | 2000                                         | Кіровоград : ПВЦ «Мавік»                                                 |                    |
| Позадесятники-2: Поетична антологія | Гордон О.                                                                                        |                                           | 88                           | 2000                                         | Львів: Престиж-Інформ                                                    | ISBN 9667646122    |
| Антологія краю : Долина. Болехів. Околиці | Дяк О., Олійник В.                                                                               |                                           | 406                          | 2000                                         | Львів: Логос                                                             | ISBN 966-7379-20-5 |
| Слобожанська муза: антологія любовної лірики 17-20 ст. | Бойко В.                                                                                         |                                           | 838                          | 2000                                         | Харків: Майдан                                                           |                    |
| Антологія українського жаху: Жахлики й містика | Пахаренко В. І.                                                                                  |                                           | 800                          | 2000                                         | Черкаси: Асоціація підтримки української популярної літератури           |                    |
| Січовий Парнас: антологія: поетичні твори вихованців Запорізького державного університету                                                                     | Чабаненко В.                                                                                     |                                           | 398                          | 2000                                         | Запоріжжя: Запорізький державний університет                             |                    |
| Сучасні українські драматурги | Верещак Я.                                                                                       |                                           |                              | 2000                                         | Київ: Гільдія драматургів України                                        |                    |
| Пелюстковий автограф: Творчість юних "Джерельце" | Людкевич М. Й.                                                                                   |                                           | 96                           | 2000                                         | Львів: Видавнича фірма "Афіша"                                           | ISBN 966-7760-11-1 |
| Антологія літераторів Криворіжжя | Липицький А. Г.                                                                                  |                                           | 141                          | 2000                                         | Кривий Ріг: Бібліотечка альманаху «Саксагань»                            |                    |